# مهرآباد (سیب و سوران)
مهرآباد، روستایی در دهستان پسکوه بخش پسکوه شهرستان سیب و سوران در استان سیستان و بلوچستان ایران است.

## جمعیت
بر پایه سرشماری عمومی نفوس و مسکن در سال ۱۳۹۵، جمعیت این روستا برابر با ۳۱۸ نفر (۱۰۲ خانوار) بوده‌است.